# Richard O'Sullivan
Richard O'Sullivan (Chiswick, Middlesex, Reino Unido, 7 de marzo de 1944) es un actor británico.

## Biografía
Debutó en el cine a la edad de ocho años. Comienza a despuntar con la película It's Great to Be Young (1956) junto a John Mills. Posteriormente, aparecería en títulos como Dangerous Exile (1957), dando vida Luis XVII, Carry On Teacher, The Young Ones, y Wonderful Life, con Cliff Richard, así como un pequeño papel en Cleopatra (1963), de Joseph L. Mankiewicz, con Elizabeth Taylor.
Su primer papel televisivo fue la del doctor Lawrence Bingham en la sitcom Doctor en casa (1969-1977), un papel secundario (ya que la serie era protagonizada primero por Barry Evans y después Robin Nedwell) en la que trabajó entre los años 1971 y 1973. Sin embargo, la popularidad le llegaría gracias al papel de Robin Tripp en Un hombre en casa (1973-1976). Tres años después protagonizó el spin-off de la serie, El nido de Robin (1977-1981), continuando con el personaje que lo hizo famoso.
Paralelamente rodó Dick Turpin (1979-1982) que narraba las peripecias de un bandido del siglo XVIII. Después protagonizó otra sitcom, Me and My Girl (1984-1988), y su último sitcom sería la fallida Trouble in Mind en 1991. Con posterioridad se retiró del mundo de la interpretación.

## Curiosidades
La voz de Richard O'Sullivan en sus doblajes a español es la del actor Luis Varela. En 1978 consiguió un TP de Oro al Mejor Actor Extranjero por su papel en Un hombre en casa.
- Datos: Q2150321
- Multimedia: Richard O'Sullivan / Q2150321